# Menegazzia prototypica
Menegazzia prototypica är en lavart som beskrevs av P. James. Menegazzia prototypica ingår i släktet Menegazzia och familjen Parmeliaceae.   Inga underarter finns listade i Catalogue of Life.